# Естирак
Естирак (фр. Estirac) насеље је и општина у јужној Француској у региону Миди Пирене, у департману Горњи Пиринеји која припада префектури Тарб.
По подацима из 2011. године у општини је живело 105 становника, а густина насељености је износила 20,15 становника/km². Општина се простире на површини од 5,21 km². Налази се на средњој надморској висини од 163 метара (максималној 169 m, а минималној 158 m).

## Демографија
| 1962. | 1968. | 1975. | 1982. | 1990. | 1999. | 2011. |
| ----- | ----- | ----- | ----- | ----- | ----- | ----- |
| 61    | 87    | 84    | 94    | 94    | 101   | 105   |

График промене броја становника у току последњих година